# Gran Premio di superbike di Losail 2015
Il Gran Premio di superbike di Losail 2015 è stato la tredicesima prova del mondiale superbike del 2015, nello stesso fine settimana si è corso il dodicesimo gran premio stagionale del mondiale supersport del 2015.
Con entrambi i titoli mondiali già assegnati da qualche gara, tutta l'attenzione è sul duello tra Tom Sykes e Chaz Davies per il secondo posto nel mondiale. Ad avere la meglio è Davies, che con un quarto posto in gara 1 ed un secondo posto in gara 2 mantiene a distanza Tom Sykes e chiude secondo in campionato. Gara 1 è stata vinta da Jordi Torres, alla prima vittoria in carriera in questa categoria, ed è anche l'unico pilota non britannico a vincere una gara del mondiale Superbike nel 2015. Gara 2 è stata vinta da Leon Haslam, che non vinceva dalla gara inaugurale in Australia. Da segnalare il primo ritiro stagionale, proprio all'ultima gara dell'ultimo gran premio, per il neo campione mondiale Jonathan Rea, che non riesce a battere il primato di 552 punti stagionali ottenuto da Colin Edwards nella stagione 2002.
Nel mondiale Supersport, Kyle Smith ottiene la sua prima vittoria di categoria, facendo segnare anche il giro più veloce in gara. Il detentore della pole position e campione mondiale 2015, Kenan Sofuoğlu, si piazza secondo e contestualmente porta alla Kawasaki il titolo costruttori. Terzo Lorenzo Zanetti a bordo della MV Agusta.

## Superbike

### Gara 1
Fonte
Vittoria in gara 1 per Jordi Torres con l'Aprilia, con Jonathan Rea secondo a precedere il compagno di squadra Tom Sykes, autore della superpole e del giro veloce, ancora in lotta per il secondo posto nel mondiale con Chaz Davies. Al termine di questa gara il distacco tra i due si è ridotto a 13 punti.

#### Arrivati al traguardo
| Pos. | Nº  | Pilota               | Squadra                          | Motocicletta      | Giri | Tempo     | Griglia | Punti |
| ---- | --- | -------------------- | -------------------------------- | ----------------- | ---- | --------- | ------- | ----- |
| 1º   | 81  | Jordi Torres         | Aprilia Racing Team - Red Devils | Aprilia RSV4 RF   | 17   | 33'40.883 | 6º      | 25    |
| 2º   | 65  | Jonathan Rea         | Kawasaki Racing                  | Kawasaki ZX-10R   | 17   | +0.726    | 2º      | 20    |
| 3º   | 66  | Tom Sykes            | Kawasaki Racing                  | Kawasaki ZX-10R   | 17   | +6.579    | 1º      | 16    |
| 4º   | 7   | Chaz Davies          | Aruba.it Racing-Ducati SBK       | Ducati Panigale R | 17   | +7.889    | 4º      | 13    |
| 5º   | 60  | Michael van der Mark | PATA Honda                       | Honda CBR1000RR   | 17   | +13.512   | 9º      | 11    |
| 6º   | 91  | Leon Haslam          | Aprilia Racing Team - Red Devils | Aprilia RSV4 RF   | 17   | +17.755   | 5º      | 10    |
| 7º   | 112 | Xavi Forés           | Aruba.it Racing-Ducati SBK       | Ducati Panigale R | 17   | +23.590   | 3º      | 9     |
| 8º   | 44  | David Salom          | Team Pedercini                   | Kawasaki ZX-10R   | 17   | +26.417   | 11º     | 8     |
| 9º   | 36  | Leandro Mercado      | Barni Racing                     | Ducati Panigale R | 17   | +26.489   | 10º     | 7     |
| 10º  | 1   | Sylvain Guintoli     | PATA Honda                       | Honda CBR1000RR   | 17   | +27.979   | 12º     | 6     |
| 11º  | 86  | Ayrton Badovini      | BMW Motorrad Italia              | BMW S1000 RR      | 17   | +28.120   | 14º     | 5     |
| 12º  | 14  | Randy de Puniet      | VOLTCOM Crescent Suzuki          | Suzuki GSX-R1000  | 17   | +34.064   | 8º      | 4     |
| 13º  | 75  | Gábor Rizmayer       | BMW Team Toth                    | BMW S1000 RR      | 17   | +1:09.123 | 18º     | 3     |
| 14º  | 23  | Christophe Ponsson   | Team Pedercini                   | Kawasaki ZX-10R   | 17   | +1:10.996 | 21º     | 2     |
| 15º  | 45  | Gianluca Vizziello   | Grillini SBK                     | Kawasaki ZX-10R   | 17   | +1:13.892 | 17º     | 1     |
| 16º  | 48  | Alex Phillis         | Grillini SBK                     | Kawasaki ZX-10R   | 17   | +1:30.797 | 19º     |       |
| 17º  | 10  | Imre Tóth            | BMW Team Toth                    | BMW S1000 RR      | 16   | +1 giro   | 20º     |       |

#### Ritirati
| Nº | Pilota         | Squadra                 | Motocicletta      | Giri | Griglia |
| -- | -------------- | ----------------------- | ----------------- | ---- | ------- |
| 59 | Niccolò Canepa | Althea Racing           | Ducati Panigale R | 10   | 13º     |
| 40 | Román Ramos    | Team Go Eleven          | Kawasaki ZX-10R   | 7    | 16º     |
| 22 | Alex Lowes     | VOLTCOM Crescent Suzuki | Suzuki GSX-R1000  | 9    | 7º      |
| 2  | Leon Camier    | MV Agusta Reparto Corse | MV Agusta F4 RR   | 0    | 15º     |

#### Non partito
| Nº | Pilota         | Squadra       | Motocicletta      | Griglia |
| -- | -------------- | ------------- | ----------------- | ------- |
| 15 | Matteo Baiocco | Althea Racing | Ducati Panigale R |         |

### Gara 2
Fonte
Vittoria in gara 2 per Leon Haslam con l'Aprilia, autore anche del giro più veloce. Chaz Davies, grazie al secondo posto maturato in questa gara, tiene a distanza il rivale Tom Sykes e chiude secondo nel mondiale con 416 punti contro i 399 del pilota britannico della Kawasaki.

#### Arrivati al traguardo
| Pos. | Nº | Pilota               | Squadra                          | Motocicletta      | Giri | Tempo     | Griglia | Punti |
| ---- | -- | -------------------- | -------------------------------- | ----------------- | ---- | --------- | ------- | ----- |
| 1º   | 91 | Leon Haslam          | Aprilia Racing Team - Red Devils | Aprilia RSV4 RF   | 17   | 33'45.745 | 5º      | 25    |
| 2º   | 7  | Chaz Davies          | Aruba.it Racing-Ducati SBK       | Ducati Panigale R | 17   | +0.110    | 4º      | 20    |
| 3º   | 66 | Tom Sykes            | Kawasaki Racing                  | Kawasaki ZX-10R   | 17   | +0.388    | 1º      | 16    |
| 4º   | 60 | Michael van der Mark | PATA Honda                       | Honda CBR1000RR   | 17   | +7.653    | 9º      | 13    |
| 5º   | 1  | Sylvain Guintoli     | PATA Honda                       | Honda CBR1000RR   | 17   | + 14.487  | 12º     | 11    |
| 6º   | 36 | Leandro Mercado      | Barni Racing                     | Ducati Panigale R | 17   | + 19.363  | 10º     | 10    |
| 7º   | 14 | Randy de Puniet      | VOLTCOM Crescent Suzuki          | Suzuki GSX-R1000  | 17   | + 22.468  | 8º      | 9     |
| 8º   | 59 | Niccolò Canepa       | Althea Racing                    | Ducati Panigale R | 17   | +22.530   | 13º     | 8     |
| 9º   | 44 | David Salom          | Team Pedercini                   | Kawasaki ZX-10R   | 17   | +27.596   | 11º     | 7     |
| 10º  | 86 | Ayrton Badovini      | BMW Motorrad Italia              | BMW S1000 RR      | 17   | +29.294   | 14º     | 6     |
| 11º  | 23 | Christophe Ponsson   | Team Pedercini                   | Kawasaki ZX-10R   | 17   | +1:02.181 | 21º     | 5     |
| 12º  | 45 | Gianluca Vizziello   | Grillini SBK                     | Kawasaki ZX-10R   | 17   | +1:05.246 | 17º     | 4     |
| 13º  | 75 | Gábor Rizmayer       | BMW Team Toth                    | BMW S1000 RR      | 17   | +1:05.256 | 18º     | 3     |
| 14º  | 10 | Imre Tóth            | BMW Team Toth                    | BMW S1000 RR      | 17   | +2:04.816 | 20º     | 2     |
| 15º  | 48 | Alex Phillis         | Grillini SBK                     | Kawasaki ZX-10R   | 15   | +2 giri   | 19º     | 1     |

#### Ritirati
| Nº | Pilota       | Squadra                          | Motocicletta     | Giri | Griglia |
| -- | ------------ | -------------------------------- | ---------------- | ---- | ------- |
| 40 | Román Ramos  | Team Go Eleven                   | Kawasaki ZX-10R  | 16   | 16º     |
| 81 | Jordi Torres | Aprilia Racing Team - Red Devils | Aprilia RSV4 RF  | 16   | 6º      |
| 65 | Jonathan Rea | Kawasaki Racing                  | Kawasaki ZX-10R  | 4    | 2º      |
| 2  | Leon Camier  | MV Agusta Reparto Corse          | MV Agusta F4 RR  | 4    | 14º     |
| 22 | Alex Lowes   | VOLTCOM Crescent Suzuki          | Suzuki GSX-R1000 | 0    | 7º      |

#### Non partiti
| Nº  | Pilota         | Squadra                    | Motocicletta      | Griglia |
| --- | -------------- | -------------------------- | ----------------- | ------- |
| 15  | Matteo Baiocco | Althea Racing              | Ducati Panigale R |         |
| 112 | Xavi Forés     | Aruba.it Racing-Ducati SBK | Ducati Panigale R | 3°      |

## Supersport
Fonte
Kyle Smith ottiene la sua prima vittoria in carriera nel mondiale Supersport, a bordo di una Honda CBR600RR del team PATA Honda. Secondo giunge Kenan Sofuoğlu, già campione mondiale Supersport 2015 e autore della pole position, che con questo risultato assicura alla Kawasaki anche il titolo costruttori. Terzo giunge Lorenzo Zanetti alla guida della MV Agusta, che con questo risultato ottiene il terzo posto in classifica mondiale.

### Arrivati al traguardo
| Pos. | Nº  | Pilota             | Squadra                       | Motocicletta     | Giri | Tempo     | Griglia | Punti |
| ---- | --- | ------------------ | ----------------------------- | ---------------- | ---- | --------- | ------- | ----- |
| 1º   | 111 | Kyle Smith         | PATA Honda                    | Honda CBR600RR   | 15   | 30'44.036 | 5º      | 25    |
| 2º   | 54  | Kenan Sofuoğlu     | Kawasaki Puccetti Racing      | Kawasaki ZX-6R   | 15   | +0.971    | 1º      | 20    |
| 3º   | 16  | Lorenzo Zanetti    | MV Agusta Reparto Corse       | MV Agusta F3 675 | 15   | +1.074    | 6º      | 16    |
| 4º   | 17  | Lucas Mahias       | MG Competition                | Yamaha YZF R6    | 15   | +3.575    | 2º      | 13    |
| 5º   | 99  | Patrick Jacobsen   | CORE'' Motorsport Thailand    | Honda CBR600RR   | 15   | +6.271    | 5º      | 11    |
| 6º   | 88  | Nicolás Terol      | MV Agusta Reparto Corse       | MV Agusta F3 675 | 15   | +6.553    | 7º      | 10    |
| 7º   | 44  | Roberto Rolfo      | Team Lorini                   | Honda CBR600RR   | 15   | +19.988   | 10º     | 9     |
| 8º   | 25  | Alex Baldolini     | Race Department ATK#25        | MV Agusta F3 675 | 15   | +26.605   | 12º     | 8     |
| 9º   | 5   | Marco Faccani      | San Carlo Puccetti Racing     | Kawasaki ZX-6R   | 15   | +26.901   | 8º      | 7     |
| 10º  | 61  | Fabio Menghi       | VFT Racing                    | Yamaha YZF R6    | 15   | +37.648   | 13º     | 6     |
| 11º  | 6   | Dominic Schmitter  | Team Go Eleven                | Kawasaki ZX-6R   | 15   | +37.655   | 14º     | 5     |
| 12º  | 31  | Sergio Gadea       | Team Lorini                   | Honda CBR600RR   | 15   | +1:09.489 | 17º     | 4     |
| 13º  | 10  | Nacho Calero       | Orelac Racing                 | Honda CBR600RR   | 15   | +1:11.089 | 16º     | 3     |
| 14º  | 181 | Abdulaziz Binladin | Kawasaki Puccetti Racing      | Kawasaki ZX-6R   | 15   | +1:14.627 | 18º     | 2     |
| 15º  | 43  | Kevin Manfredi     | CIA Landlords Insurance Honda | Honda CBR600RR   | 15   | +1:31.901 | 20°     | 1     |
| 16º  | 35  | Stefan Hill        | CIA Landlords Insurance Honda | Honda CBR600RR   | 14   | +1 giro   | 19º     |       |

### Ritirati
| Nº | Pilota             | Squadra                       | Motocicletta   | Giri | Griglia |
| -- | ------------------ | ----------------------------- | -------------- | ---- | ------- |
| 11 | Christian Gamarino | Team Go Eleven                | Kawasaki ZX-6R | 11   | 9º      |
| 19 | Kevin Wahr         | SMS Racing                    | Honda CBR600RR | 11   | 11º     |
| 4  | Gino Rea           | CIA Landlords Insurance Honda | Honda CBR600RR | 6    | 3º      |
| 41 | Aiden Wagner       | CIA Landlords Insurance Honda | Honda CBR600RR | 0    | 15º     |